# Goodwill Games 2001/Radsport
Bei den Goodwill Games 2001 in Brisbane wurden vom 1. bis 2. September zehn Wettbewerbe im Radsport ausgetragen. Es standen ausschließlich Bahnradsport-Disziplinen auf dem Programm. Die Männer bestritten Rennen im Sprint, im Keirin, im Ausscheidungsfahren, im Scratch, im Punktefahren und im Madison; die Frauen im Sprint, im Ausscheidungsfahren, im Scratch und im Punktefahren.

## Ergebnisse

### Männer

#### Sprint
| Platz | Athlet              | Land               |
| ----- | ------------------- | ------------------ |
| 1     | Sean Eadie          | Australien         |
| 2     | Matthias John       | Deutschland        |
| 3     | Stefan Nimke        | Deutschland        |
| 4     | Marty Nothstein     | Vereinigte Staaten |
| 5     | Danny Day           | Australien         |
| 6     | Julio César Herrera | Kuba               |
| 7     | Sergei Borissow     | Russland           |
| 8     | Vladimir Kiriltsev  | Russland           |
| 9     | Cho Hyun-ock        | Südkorea           |
| 10    | Garth Blackburn     | Vereinigte Staaten |

Datum: 1. September

#### Keirin
| Platz | Athlet              | Land               |
| ----- | ------------------- | ------------------ |
| 1     | René Wolff          | Deutschland        |
| 2     | Danny Day           | Australien         |
| 3     | Sean Eadie          | Australien         |
| 4     | Jame Carney         | Vereinigte Staaten |
| 5     | Julio César Herrera | Kuba               |
| 6     | Stefan Nimke        | Deutschland        |
| 7     | Garth Blackburn     | Vereinigte Staaten |
| 7     | Matthias John       | Deutschland        |
| 9     | Nicky Cocquyt       | Belgien            |
| 9     | Nikolai Dmitrijew   | Russland           |

Datum: 2. September

#### Ausscheidungsfahren
| Platz | Athlet                | Land               |
| ----- | --------------------- | ------------------ |
| 1     | Brett Aitken          | Australien         |
| 2     | Juan Esteban Curuchet | Argentinien        |
| 3     | Marty Nothstein       | Vereinigte Staaten |
| 4     | Jame Carney           | Vereinigte Staaten |
| 5     | Andries Verspeeten    | Belgien            |
| 6     | Gabriel Curuchet      | Argentinien        |
| 7     | Ashley Hutchinson     | Australien         |
| 8     | Marc Altmann          | Deutschland        |
| 9     | Mike Tillman          | Vereinigte Staaten |
| 10    | Hayden Roulston       | Neuseeland         |

Datum: 2. September

#### 10-km-Scratch
| Platz | Athlet          | Land               |
| ----- | --------------- | ------------------ |
| 1     | Mark Renshaw    | Australien         |
| 2     | Brett Aitken    | Australien         |
| 3     | Marty Nothstein | Vereinigte Staaten |

Datum: 1. September

#### 20-km-Punktefahren
| Platz | Athlet                | Land               | Punkte |
| ----- | --------------------- | ------------------ | ------ |
| 1     | Greg Henderson        | Neuseeland         | 25     |
| 2     | Juan Esteban Curuchet | Argentinien        | 16     |
| 3     | Brett Aitken          | Australien         | 15     |
| 4     | Valeri Potapov        | Russland           | 12     |
| 5     | Colby Pearce          | Vereinigte Staaten | 11     |
| 6     | Mike Tillman          | Vereinigte Staaten | 10     |
| 7     | Jame Carney           | Vereinigte Staaten | 5      |
| 7     | Alexei Chmidt         | Russland           | 5      |
| 9     | Marc Altmann          | Deutschland        | 5      |
| 10    | Hayden Roulston       | Neuseeland         | 4      |

Datum: 1. September

#### 30-km-Madison
| Platz | Athleten                               | Land               | Punkte      |
| ----- | -------------------------------------- | ------------------ | ----------- |
| 1     | Greg Henderson Hayden Godfrey          | Neuseeland         | 28          |
| 2     | Brett Aitken Mark Renshaw              | Australien         | 27          |
| 3     | Jame Carney Colby Pearce               | Vereinigte Staaten | 24          |
| 4     | Juan Esteban Curuchet Gabriel Curuchet | Argentinien        | 12          |
| 5     | Hayden Roulston Matthew Randall        | Neuseeland         | 7           |
| 6     | Andrei Minachkine Valeri Potapov       | Russland           | - 1 Runde 6 |
| 7     | Marc Altmann Leif Lampater             | Deutschland        | - 1 Runde 6 |
| 8     | Jan Meeusen Andries Verspeeten         | Belgien            | - 1 Runde 0 |
| 8     | David Giancola Nicky Cocquyt           | Belgien            | - 1 Runde 0 |
| 8     | Garth Blackburn Mike Tillman           | Vereinigte Staaten | - 1 Runde 0 |

Datum: 2. September

### Frauen

#### Sprint
| Platz | Athlet             | Land               |
| ----- | ------------------ | ------------------ |
| 1     | Katrin Meinke      | Deutschland        |
| 2     | Lori-Ann Muenzer   | Kanada             |
| 3     | Susan Panzer       | Deutschland        |
| 4     | Tatyana Makarova   | Russland           |
| 5     | Tamilla Abassowa   | Russland           |
| 6     | Rosealee Hubbard   | Australien         |
| 7     | Rebecca Quinn      | Vereinigte Staaten |
| 8     | Chloe Jack         | Australien         |
| 9     | Elizabeth Williams | Neuseeland         |
| 10    | Joanne Kiesanowski | Neuseeland         |

Datum: 2. September

#### Ausscheidungsfahren
| Platz | Athlet             | Land               |
| ----- | ------------------ | ------------------ |
| 1     | Katrin Meinke      | Deutschland        |
| 2     | Katherine Bates    | Australien         |
| 3     | Rebecca Quinn      | Vereinigte Staaten |
| 4     | Joanne Kiesanowski | Neuseeland         |
| 5     | Erin Mirabella     | Vereinigte Staaten |
| 6     | Rosealee Hubbard   | Australien         |
| 7     | Elizabeth Williams | Neuseeland         |
| 8     | Tamilla Abassowa   | Russland           |
| 9     | Yoanka González    | Kuba               |
| 10    | Kim Yong-mi        | Südkorea           |

Datum: 1. September

#### 10-km-Scratch
| Platz | Athlet             | Land               |
| ----- | ------------------ | ------------------ |
| 1     | Susan Panzer       | Deutschland        |
| 2     | Mandy Poitras      | Kanada             |
| 3     | Erin Mirabella     | Vereinigte Staaten |
| 4     | Rebecca Quinn      | Vereinigte Staaten |
| 5     | Yuliya Arustamova  | Russland           |
| 6     | Kim Yong-mi        | Südkorea           |
| 7     | Katherine Bates    | Australien         |
| 8     | Elizabeth Williams | Neuseeland         |
| 9     | Joanne Kiesanowski | Neuseeland         |
| 10    | Yoanka González    | Kuba               |

Datum: 2. September

#### 15-km-Punktefahren
| Platz | Athlet             | Land               | Punkte |
| ----- | ------------------ | ------------------ | ------ |
| 1     | Erin Mirabella     | Vereinigte Staaten | 23     |
| 2     | Katherine Bates    | Australien         | 16     |
| 3     | Katrin Meinke      | Deutschland        | 10     |
| 4     | Mandy Poitras      | Kanada             | 10     |
| 5     | Yuliya Arustamova  | Russland           | 7      |
| 6     | Rebecca Quinn      | Vereinigte Staaten | 5      |
| 7     | Elizabeth Williams | Neuseeland         | 5      |
| 8     | Joanne Kiesanowski | Neuseeland         | 4      |
| 9     | Yoanka González    | Kuba               | 3      |
| 10    | Chloe Jack         | Australien         | 3      |

Datum: 1. September
Katrin Meinke fiel vom ersten auf den dritten Platz zurück, nachdem ihr bei der letzten Wertung die Punkte wegen Übertretung aberkannt wurden.

## Medaillenspiegel Radsport
| Medaillenspiegel Radsport | Medaillenspiegel Radsport | Medaillenspiegel Radsport | Medaillenspiegel Radsport | Medaillenspiegel Radsport | Medaillenspiegel Radsport |
| Platz                     | Land                      | G                         | S                         | B                         | Gesamt                    |
| ------------------------- | ------------------------- | ------------------------- | ------------------------- | ------------------------- | ------------------------- |
| 1                         | Deutschland               | 4                         | 1                         | 3                         | 8                         |
| 2                         | Australien                | 3                         | 5                         | 2                         | 10                        |
| 3                         | Neuseeland                | 2                         | –                         | –                         | 2                         |
| 4                         | Vereinigte Staaten        | 1                         | –                         | 5                         | 6                         |
| 5                         | Argentinien               | –                         | 2                         | –                         | 2                         |
| 5                         | Kanada                    | –                         | 2                         | –                         | 2                         |